# Batalla de Smolensk (1941)
La batalla de Smolensk va ser la major batalla d'encerclament entre el Segon Exèrcit Panzer, comandat per Heinz Guderian i el Tercer Exèrcit Panzer comandat per Hermann Hoth, ambdós del Grup d'Exèrcits Centre contra el Front Occidental Soviètic comandat per Semion Timoixenko, el Front de Reserva Soviètic, comandat per Gueorgui Júkov, el Front Central Soviètic, comandat per Fiódor Kuznetsov i el Front de Briansk, comandat per Andrei Ieriómenko.
Els exèrcits soviètics 16è, 19è i 20è havien quedat encerclats al sud de Smolensk, però gran part del 19è exèrcit aconseguí escapar de la bossa. Com a resultat, Hitler prohibí les batalles d'encerclament com a principal mode de derrotar a la Unió Soviètica i ordenà concentrar-se en danyar l'economia soviètica.

## Preludi
El 3 de juliol, mentre que Stalin proclamava la Gran Guerra Patriòtica contra l'invasor nazi, els exèrcits d'infanteria dels Grups d'Exèrcits alemanys ja havien arribat fins a les posicions dels exèrcits panzer i ja podien dirigir-se de nou més cap a l'est.
La majoria de les forces panzer havien estat estàtiques almenys una setmana i en el dia en què s'havia de rellançar l'ofensiva principal, una tempesta inesperada, típica d'inicis de juliol, transformà els camins en rius de fang, i avançar es tornà una tasca impossible per als exèrcits durant hores. Mentrestant, la defensa soviètica estava cada cop més determinada. Molts ponts van ser destruïts i, per primer cop, els soviètics plantaven mines per alentir als alemanys, mentre que els alemanys es trobaven confinats a unes poques carreteres.
Els retards van donar temps als soviètics per organitzar un contraatac blindat massiu.

## La batalla
L'objectiu final del Grup d'Exèrcit Centre era la ciutat de Smolensk, que dominava la carretera cap a Moscou. Davant dels alemanys, entre els rius Dnièper i el Dvina havien les fortificacions de la línia Stalin. Els defensors eren el 13è Exèrcit i el 22è Exèrcit de la Reserva del Comandament Suprem (STAVKA). A Vitebsk s'estava formant el 19è Exèrcit, mentre que el 16è Exèrcit estava arribant a Smolensk. Va ser l'amenaça al nord del 39è Cos Panzer, pertanyent al 3r Exèrcit Panzer, la que més preocupava als soviètics. El 6 de juliol, el 20è Exèrcit i el 5è Cos Mecanitzat llançaren un atac amb 700 tancs. Els alemanys tenien un gran suport aeri, i al tercer dia de batalla, els dos cossos mecanitzats soviètics estaven virtualment eliminats.
Mentrestant, la 20a Divisió Panzer (3r Exèrcit Panzer) establí un cap de pont a la riba est del Dvina i amenaçava Vitbesk. Al sud, lluny de les travesses principals, el 2n Exèrcit Panzer llançà un atac per sorpresa al Dnièper. El 13è Exèrcit soviètic es veié obligat a retirar-se, perdent 5 divisions. Mentre que els exèrcits panzer alemanys es dirigien cap a l'est, 3 exèrcits soviètics, el 20è, el 19è i el 16è encaraven la possibilitat se ser encerclats a Smolensk.
Al sud de Smolensk, el 2n Exèrcit Panzer de Guderian avançava veloç i la seva 29a Divisió Motoritzada prengué la ciutat el 16 de juliol. Al nord, el 3r Exèrcit Panzer de Hoth es movia molt més lentament. El terreny era pantanós, la pluja encara era un problema, i els soviètics lluitaven desesperadament per fugir de la trampa que se'ls tancava. El 18 de juliol, les dues puntes de la pinça dels 2 exèrcits panzer alemanys estaven només a 10 km per tancar la trampa. Però no ho aconseguirien en 8 dies, i als alemanys encara els costà 10 dies per liquidar la bossa. Al final, encara que uns 300.000 soldats soviètics serien capturats, més de 200.000 aconseguirien estar entre els alemanys i Moscou.

## Després de la Batalla
Com que els alemanys van fallar al tancar la trampa, permetent que 200.000 soviètics fugissin, Hitler abandonà el concepte de les batalles d'encerclament. Després de quatre setmanes de campanya, per Hitler i pel seu alt comandament era clar que, tot i les immenses quantitats de baixes humanes i de material de la Unió Soviètica, els flancs del Grup d'Exèrcits Centre cada cop més eren més vulnerables als contraatacs soviètics. Hitler decidí que s'enviarien tancs del Grup d'Exèrcits Centre als Grup d'Exèrcits Nord i Sud, mentre que Alemanya derrotaria la Unió Soviètica destruint l'economia. Això significava capturar ràpidament Leningrad al nord i les reserves de gra i petroli del sud. Gairebé tota la ciutat de Smolensk va ser destruïda durant la batalla. El 1985, va rebre el títol de Ciutat Heroica